# Collina (Apfel)

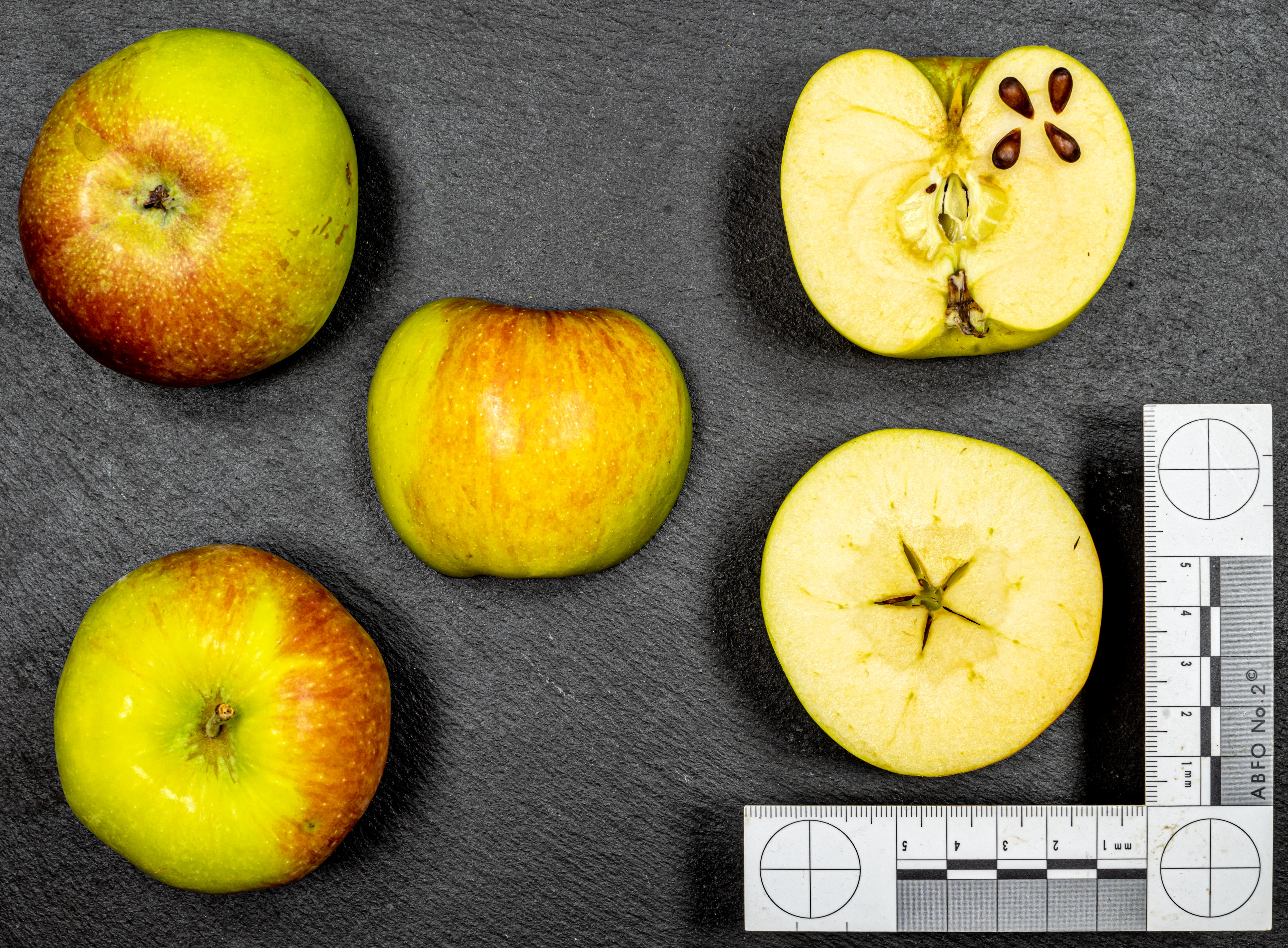
Querschnitte durch die Frucht

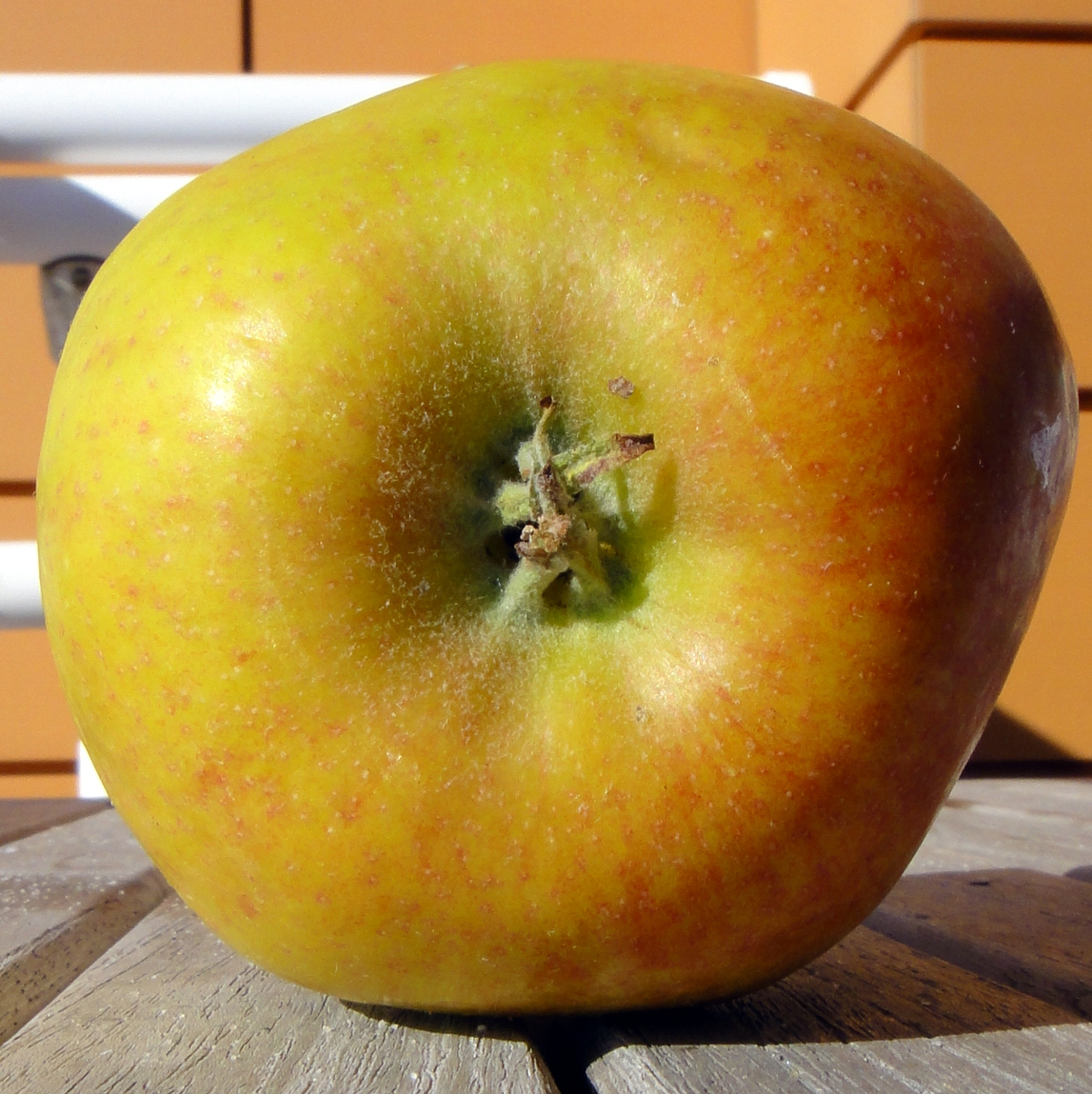
Collina, Blütenkelch

Collina ist eine Apfelsorte mit Ursprung 1995 in den Niederlanden.
Die Sorte reift früh, unter Umständen bereits Ende Juli bis Anfang August. Die Früchte sind klein bis mittelgroß, die Grundfarbe je nach Reifegrad grün bis gelbgrün, überdeckt in Orange bis Rot. Der Apfel ist leicht säuerlich und eignet sich deshalb zum Backen oder für Apfelmus. Er entwickelt leicht Druckstellen und ist deshalb nicht sehr geeignet für größere Transportwege oder lange Lagerung. Collina wird deshalb häufig erzeugernah, etwa im Direktvertrieb, verkauft.